# Kloster Bonlieu (Loire)
Die Zisterzienserinnenabtei Bonlieu (Loire) war von 1199 bis 1790 ein Kloster der Zisterzienserinnen in Sainte-Agathe-la-Bouteresse im Département Loire, 14 Kilometer westlich von Feurs in Frankreich.

## Geschichte
Die Gemahlin von Guigues II. (Forez) stiftete 1199 das Nonnenpriorat Bonlieu, das von der Zisterzienserinnenabtei Bellecombe besiedelt und 1259 zur Abtei erhoben wurde. Das Kloster wurde Begräbnisstätte der Familie d’Urfé, deren Stammsitz in der Nähe liegt und die zu seinen hervorragenden Wohltätern gehörte. Das Kloster brannte im 14. Jahrhundert, 1682 und 1711 ab und wurde nie umfassend wiederaufgebaut. 1790 kam es durch die Französische Revolution zur Schließung und zum überwiegenden Abbau der Gebäude. Die verbleibenden Reste stehen seit 1952 unter Denkmalschutz.

## Bauten und Anlage
Die später im Inneren umgebaute Kirche aus dem 14. Jahrhundert ist – einzigartig für die Gegend – aus Backstein errichtet. Das kreuzgratgewölbte vierjochige Schiff mit Lanzettfenstern hat zwei Querschiffe, die über spitzbogige Arkaden mit dem Mittelschiff in Verbindung stehen. Zwei Seitenabsiden sind schräg zum Chor angeordnet.